# Ventricolo cardiaco

Schema di un cuore umano

I ventricoli cardiaci sono le due camere inferiori del cuore umano, di cui costituiscono il corpo principale.
Si tratta di due pompe muscolari poste in parallelo, la cui azione essenziale è quella di far circuire il sangue nell'organismo.
In alcuni animali i due ventricoli sono in comunicazione, o ne esiste solo uno; nell'uomo è invece possibile una comunicazione interventricolare, di natura per lo più patologica.

## Ventricoli nel cuore umano
Nel cuore umano i ventricoli sono due, il ventricolo destro e il ventricolo sinistro. Sono posti nel torace, posteriormente allo sterno, e poggiano sul diaframma, essendovi stesi per il loro asse lungo; anteriormente si trova il ventricolo destro e posteriormente quello sinistro. La punta del cuore risulta essere al V spazio intercostale sinistro, un centimetro all'interno dell'emiclaveare.
Il ventricolo destro riceve sangue venoso dall'atrio destro attraverso la valvola tricuspide e lo pompa all'arteria polmonare nella circolazione polmonare.
Dal canto suo, il ventricolo sinistro riceve sangue arterializzato dall'atrio sinistro attraverso la valvola mitrale e lo immette mediante l'aorta ascendente nella circolazione sistemica.
Per la differenza dei due letti vascolari (il polmonare è ad alta portata ma bassa resistenza, mentre il sistemico ad alta resistenza ma a bassa portata) i due ventricoli risultano essere diversi: la camera di destra ha pareti più sottili, mentre la camera di sinistra è ipertrofica, con pareti muscolari più spesse e cavità meno ampia.